# Frederic Raurell
Frederic Raurell i Ges (Barcelona, 24 de setembro de 1930 - Barcelona, 21 de dezembro de 2023) foi um capuchinho catalão, doutor em teologia e bacharel em ciências bíblicas e semíticas.

## Vida
Professor na escola dos Capuchinhos de Sarrià, também ministrava aulas de exegese e hermenêutica na Pontifícia Universidade Antonianum, de Roma, e na Faculdade de Teologia da Catalunha. Foi membro fundador da Associação Bíblica da Catalunha, da International Organization for the Study of the Old Testament e da International Organization for Septuagint and Cognate Studies. 
Colaborou na Bíblia da Fundação Bíblica Catalã e nos Comentários do Ofício da leitura. Foi, também, codiretor de resenhas da revista "Estudios Eclesiásticos", onde tem publicado numerosos estudos.
Frederic Raurell também estudou o franciscano, histórico e espiritual. Ainda fez pesquisas sobre a própria família, Sarrià, e a Guerra Civil Espanhola.

## Obra
Frederic Raurell publicou artigos e livros Destacamos aqui os mais importantes: 
- Ètica de Job i llibertat de Déu. Revista Catalã de Teologia, 4. 1979. 5-24.[3]
- Del text a l’existència (1980). (em catalão)
- Mots sobre l’home, recopilação de artigos sobre antropologia bíblica (1984). (em catalão)
- Lineamenti di antropologia biblica. Casale Monferrato. 1986. (em italiano)
- Der Mythos vom männlichen Gott (‘O mito do Deus masculino’), na corrente da teologia feminista (1989). (em alemão)
- Os, 4,7. De la "Doxa" a la "Atimia". Revista Catalã de Teologia, 14. 1989. 41-51.[4]
- El Càntic dels Càntis en els segles XII i XIII: la lectura de Clara d'Assís. Barcelona. 1990. (em catalão)
- I  Déu digué.... La paraula feta història. Barcelona. 1995. (em catalão)